# Jun Li
Jun Li (chinês simplificado: 李骏) é um matemático chinês, professor de matemática da Universidade Stanford. Seu foco principal é sobre problemas de módulo em geometria algébrica e suas aplicações em física matemática, geometria e topologia.
Obteve um Ph.D. na Universidade Harvard em 1989, orientado por Shing-Tung Yau.
Foi palestrante convidado do Congresso Internacional de Matemáticos em Zurique (1994). Recebeu a Medalha Morningside de ouro de 2001 for his contributions to the study of moduli spaces of vector bundles and to the theory of stable maps and invariants of Calabi-Yau manifolds.